# Шеболдаев, Борис Петрович
Бори́с Петро́вич Шеболда́ев (15 (27) мая 1895, Париж, Франция — 30 октября 1937, Москва) — советский партийный деятель.

## Биография
Родился в семье врача. По национальности русский. 
С 1900 года жил в Петербурге. В 1914 вступил в РСДРП, большевик. В 1916 году был мобилизован в Российскую армию — служил санитаром  госпиталя в действующей части на Кавказском фронте.

### Участие в гражданской войне
В 1917 году был заместителем председателя ВРК Кавказской армии. В 1918 году стал членом Бакинского комитета РКП(б) и заместителем наркома по военным делам Бакинского Совнаркома и в дальнейшем был уполномоченным РВС 12-й армии РККА.
Участвовал в подавлении крупного антисоветского восстания в Дагестане.

### Партийный руководитель
В 1920 гг. секретарь Дагестанского обкома РКП(б) (председатель обкома — Д. Коркмасов) и заместитель председателя ревкома Дагестана.
С декабря 1920 г. работал в аппарате ЦК РКП(б) в Москве.
в 1923—1924 гг. заведующий отделом ЦК КП(б) Туркменистана.
в 1924—1925 гг. секретарь Царицынского губкома РКП(б).
в 1925—1928 гг. заместитель заведующего отделом ЦК ВКП(б).
В 1928—1930 гг. первый секретарь Нижне-Волжского крайкома ВКП(б).
В 1931—1934 гг. первый секретарь Северо-Кавказского крайкома ВКП(б).
По характеристике Роя Медведева «жёсткий функционер, для которого любые средства принуждения были хороши, чтобы осуществить поставленные задачи. Он создал также культ личности местного масштаба. Местные газеты захлебывались от похвал этому маленькому Сталину».
В 1934—1937 гг. первый секретарь Азово-Черноморского крайкома ВКП(б).
в 1930—1937 гг. член ЦК ВКП(б). в 1927—1930 гг. член ЦКК ВКП(б). Член ЦИК СССР. Делегат XV—XVII съездов ВКП(б). С 1937 г. — первый секретарь Курского обкома ВКП(б).
По утверждениям Н.С. Хрущёва на XVII съезде ВКП(б) передал С. М. Кирову пожелание «стариков» сместить И. В. Сталина с поста генерального секретаря.

### Арест и гибель
По утверждению О. Г. Шатуновской, поводом для ареста и последующего расстрела Шеболдаева стала информация, полученная им на допросе В. Д. Каспаровой в Новочеркасской тюрьме в 1936 году. Со слов О. Г. Шатуновской, "Сталин поручил Шеболдаеву сказать Каспаровой, что если она откажется от того, что говорила в его адрес, то он её пощадит и сохранит её жизнь… В ответ на это Каспарова вскочила с тюремной койки и яростно закричала: «Я знаю, что Сталин — провокатор, агент царской охранки! Говорила это и буду говорить до самой смерти, никогда не откажусь от этих слов».
10 июня 1937 года во время большого террора был арестован. Постановлением Июньского (1937) пленума ЦК ВКП(б) выведен из состава членов ЦК ВКП(б). Приговорен ВКВС 30 октября к расстрелу и расстрелян в тот же день. Захоронен на Донском кладбище.
14 марта 1956 реабилитирован и посмертно восстановлен в партии.

## Награды
- Орден Красного Знамени.

## Память
- В Ростове-на-Дону, Махачкале и Дербенте именем Б. П. Шеболдаева названы улицы.
- В Ставрополе его именем назван переулок.
- Имя Шеболдаева носил Саратовский комбайновый завод (ныне Саратовский авиационный завод).
- Имя Шеболдаева носила Азово-Черноморская Высшая Коммунистическая Сельскохозяйственная Школа в Краснодаре[6]
- Его имя носила Шахта № 7 пос. Несветаевский, Севкавуголь (Постановление ЦИК СССР 3.06.1924 г., ГАРФ, ф. 3316, оп. 13, д. 19, л. 58)
- Суховский сельсовет Тацинского района Ростовской области прижизненно назывался Шеболдаевским. Постановлением ВЦИК от 1 декабря 1937 года «О снятии имени врага народа Шеболдаева с поселкового совета Тацинского района» было поручено Ростовскому областному исполнительному комитету присвоить поселку местное географическое наименование[7].